# The No-Gun Man

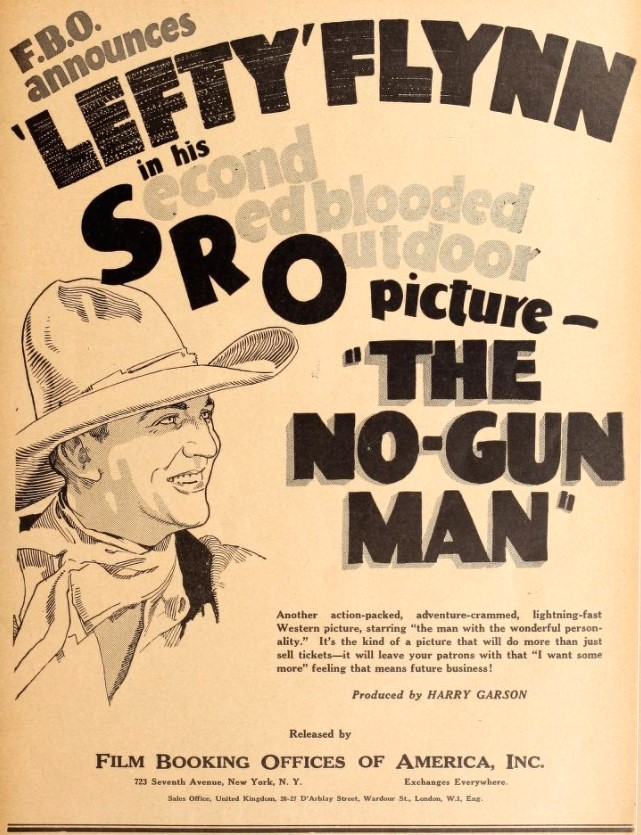
Réclame pour le film dans The Moving Picture World.

The No-Gun Man est un western américain réalisé par Harry Garson et sorti en 1924.

## Fiche technique
- Réalisation : Harry Garson
- Scénario : Dorothy Arzner, Paul Gangelin
- Producteur : Harry Garson
- Photographie : Lewis W. Physioc
- Production : 	Harry Garson Productions
- Genre : western[1]
- Durée : 50 minutes
- Date de sortie : 27 décembre 1924

## Distribution
- Maurice 'Lefty' Flynn : Robert Gerome Vincent
- William Quinn : Bill Kilgore
- Gloria Grey : Carmen Harroway
- Ray Turner : Obediah Abraham Lincoln Brown
- Bob Reeves : Oklahoma George
- Harry McCabe : Snooper
- J. Gordon Russell : Tom West